# Elaphria nucicolora
Elaphria nucicolora là một loài bướm đêm trong họ Noctuidae.